# Freeland (Washington)
Freeland és una concentració de població designada pel cens dels Estats Units a l'estat de Washington. Segons el cens del 2000 tenia 1.313 habitants.

## Demografia
Segons el cens del 2000, Freeland tenia 1.313 habitants, 561 habitatges, i 379 famílies. La densitat de població era de 150,9 habitants per km².
Dels 561 habitatges en un 27,3% hi vivien nens de menys de 18 anys, en un 53,3% hi vivien parelles casades, en un 11,1% dones solteres, i en un 32,4% no eren unitats familiars. En el 26% dels habitatges hi vivien persones soles el 10,7% de les quals corresponia a persones de 65 anys o més que vivien soles. El nombre mitjà de persones vivint en cada habitatge era de 2,34 i el nombre mitjà de persones que vivien en cada família era de 2,79.
Per edats la població es repartia de la següent manera: un 21,9% tenia menys de 18 anys, un 4,8% entre 18 i 24, un 28,2% entre 25 i 44, un 30,2% de 45 a 60 i un 14,9% 65 anys o més.
L'edat mediana era de 43 anys. Per cada 100 dones de 18 o més anys hi havia 86,4 homes.
La renda mediana per habitatge era de 38.409 $ i la renda mediana per família de 47.212 $. Els homes tenien una renda mediana de 39.205 $ mentre que les dones 22.708 $. La renda per capita de la població era de 20.848 $. Aproximadament el 10,1% de les famílies i el 12,2% de la població estaven per davall del llindar de pobresa.

## Poblacions properes
El següent diagrama mostra les poblacions més properes.